# Хелмут Халер
Хелмут Халер (енгл. Helmut Haller; 21. јул 1939 — 11. октобaр 2012) бивши је немачки фудбалер. Представљао је репрезентацију Немачке на три Светска првенства. Освојио је Серију А са Болоњом и Јувентусом.

## Каријера
Играо је за Аугзбург од 1948. до 1962. године, пре него што га је Италија купила за 750.000 марака и годишњом платом од 200.000 марака. Тада су у Немачкој плате играча званично биле ограничене на 500 марака месечно — износ који је порастао на 2.500 марака након увођења Бундеслиге као обједињене прве дивизије 1963.
У почетку је играо за Болоњу, тренер му је био Фулвио Бернардини. Победио је 1964. године и освојио лигу Чемпионшип са 23 године. Од 1968. до 1973. године играо је за Јувентус, где је освојио лигу 1972. и 1973. године. Освојио је финале Купа европских шампиона, са Фабиом Капелом, Жозеом Алтафиниом и Дином Зофом, против Ајакса. Пропустио је финале Купа сајамских градова 1970—71.
Године 1973. вратио се у родни град и придружио се Аугзбургу. Крајем лета 1973. године утакмица на Олимпијском стадиону у Минхену, против Минхена 1860, привукла је око 90.000 људи, што је светски рекорд друге дивизије. Аугзбург је ту сезону завршио у регионалној лиги Немачке. Халер се повукао 1979. године.

## Репрезентативна каријера
Играо је на Светском првенству 1962. у Чилеу, 1966. у Енглеској и 1970. у Мексику, убацио је тринаест голова.
На Светском првенству 1962. играо је против репрезентације Италије и савладао је Чиле и Швајцарску, али је у четвртфиналу Југославија победила са резултатом 1—0. На Светском првенству 1966. играо је заједно са Волфгангом Овератом и Францом Бекенбауером. Репрезентација Немачке је стигла до финала, где је изгубила од Енглеске са резултатом 2:4. На Светском првенству 1970. године, где је Немачка освојила треће место, Халер је играо само у утакмици против Марока, после које га је заменио Јирген Грабовски, због повреде.

## Лични живот
У пензији је тренирао аматерске клубове међу којима је Аугзбург. Године 2006. претрпео је озбиљан срчани удар. Касније је, такође, боловао од деменције и Паркинсонове болести. Умро је 11. октобра 2012. Надживела га је трећа супруга са којом се оженио 2003. године, када је она имала 21 годину, два сина и ћерка. Халер је био ујак Кристијана Хохстатера, дугогодишњег играча Борусије Менхенгладбаха.

## Награде и титуле

### Клубови

#### Болоња
- Серија А: 1963—64.

#### Јувентус
- Серија А: 1971—72, 1972—73.
- УЕФА Лига шампиона: победник 1972—73.
- Куп сајамских градова: победник 1971.
- Куп Италије : 1972—73.

### Међународни

#### Немачка
- Светско првенство: победник 1966, треће место 1970.